# 2016年黑山政變陰謀
政變原定在2016年10月16日於黑山首都波德戈里察發生，但計劃和準備尚未完成即被揭破。黑山特別檢察官指：相關人士計劃在國會選舉投票日發動政變。2017年9月，被控涉及政變陰謀或與政變陰謀有聯繫的被告在高等法院接受審訊。被告包括多名反對派領袖以及兩名俄羅斯公民－弗拉基米爾·波波夫（Vladimir Popov）和愛德華·舒式馬加夫（Eduard Shishmakov，暱稱「施羅科夫」Shirokov）。俄羅斯政府否認涉及政變行動。

## 背景
政變陰謀相信是親俄反對派為阻止黑山加入北約的終極一步。俄羅斯強烈反對黑山加入北約，並威脅黑山加入北約會有後果。

## 被捕
2016年10月16日國會選舉投票日前夕，20名塞爾維亞和黑山人被捕，其中包括塞爾維亞憲兵隊前隊長布拉迪斯拉夫·迪基奇（Bratislav Dikić）。部分被捕人士以及兩名俄羅斯公民在內的其他人其後被正式落案控訴，他們被黑山檢察部門控告計劃發動政變。2016年11月初，黑山有組織犯罪和腐敗特別檢察官米利沃耶·革力（Milivoje Katnić）指控「一個強大組織」是幕後策劃者，組織成員約500人，來自俄羅斯、塞爾維亞和黑山。2017年2月，黑山政府指控俄羅斯「國營組織」涉及策劃政變計劃，更加設計襲擊國會和暗殺總理米洛·久卡諾維奇。
政變計劃的詳情由塞爾維亞總理亞歷山大·武契奇於2016年10月尾首先公佈，其發表的公開聲明強調塞爾維亞執法人員在搗破政變計劃上的功勞，尤其是安全情報局的付出。聲明發表後，俄羅斯聯邦安全會議秘書尼古拉·帕特鲁舍夫突然訪問贝尔格莱德。
根據總理杜什科·马尔科维奇在2017年2月發表的聲明，黑山政府收到有關政變的確切情報，據知提供情報的人也有參加政變計劃的討論，取走政變的後備方案並將其交給政府。有關情報亦獲得北約成員國安全部門的證實，並協助黑山政府調查政變計劃。其中一名被捕人士，來自塞爾維亞克拉古耶瓦茨的退役士兵及拉夫納戈拉運動（Ravna Gora Movement）領袖普雷德拉格·玻傑奕域（Predrag Bogićević）表示，莎莎·冼謝歷（Saša Sinđelić）向他表示可能會向參加投票日示威的塞族人發動襲擊。玻傑奕域又表示在討論中沒有提及政變和暗殺久卡諾維奇。
總部位於莫斯科的俄羅斯戰略研究所被大眾媒體點名為涉及策劃政變的其中一個組織，研究所被指與俄羅斯對外情報局有緊密關係。2017年11月初，俄羅斯總統弗拉基米尔·普京將戰略研究所所長列昂尼德·P·列舍特尼科夫（Leonid P. Reshetnikov）革職。

### 被指涉及政變的人士
| - 莎莎·冼謝歷，目擊者 - 愛德華·舒式馬加夫，沒被引渡 - 弗拉基米爾·波波夫，沒被引渡 - 安德里亞·曼迪奇 - 米蘭克·內熱維奇 - 邁克爾Mihailo Čađenović - 約瑟夫·阿薩德，沒被引渡 - 布拉迪斯拉夫·迪基奇 | - 米洛斯·約萬諾維奇 - Predrag Bogićević，沒被引渡 - 維迪奇·里斯蒂奇，沒被引渡 - 克里斯蒂娜·赫里斯蒂奇 - Branka Milić - 米蘭·杜希奇 - 德拉甘·馬克西奇 - Srboljub Đorđević | - 亞歷克桑德·亞歷克賽奇 - Miloš Aćimović - 佩里卡·安德里奇 - Mirko Velimirović - Nikola Đurić - Siniša Ćetković - Aleksandar Čurović - 德揚·斯塔諾耶維奇 - 伊維察·馬蒂奇 |  |

2018年11月，《啤令貓》和俄羅斯《知情者》的聯合調查發現使用化名「弗拉基米爾·波波夫」的俄羅斯情報局人員為Vladimir Nikolaevich Moiseev。

## 刑事检控及审讯
2017年6月初，波德戈里察高等法院確定起訴14人，包括兩名俄羅斯人和兩名親俄反對派領袖－安德里亞·曼迪奇和民主前線的米蘭克·內熱維奇，他們被控「策劃反對憲法秩序和黑山安全的陰謀」和「未遂恐怖主義行為」 。官員指控策劃者密謀在選舉期間控制國會，並謀殺後來成為總理的久卡諾維奇，最終成立親俄政府且終止黑山加入北約的程序。根據控方所指，Saša Sinđelić負責接收來自Eduard Shishmakov的政變行動命令。Sinđelić為生於奧地利的塞爾維亞公民，曾在克羅地亞被控謀殺罪，其最後轉做污點證人。至於Shishmakov因被揭發為格鲁乌成員而在較早前被波蘭驅逐出境。
2017年9月6日，審訊開始，兩名俄羅斯公民－Eduard Shishmakov和弗拉基米爾·波波夫缺席聆訊。2017年10月18日，米蘭克·內熱維奇在另一宗案件被控在2015年10月17日襲擊一名警察，判囚7個月。
2017年10月尾，法院聽取Saša Sinđelić的證供，據報他向法院表示车臣共和国首脑拉姆赞·卡德罗夫也涉及政變陰謀。2017年11月尾，俄羅斯《消息报》報導指安德里亞·曼迪奇和米蘭克·內熱維奇致函予俄羅斯外長谢尔盖·维克托罗维奇·拉夫罗夫，要求俄方協助。辯方亦試圖質疑檢察官證人的可信度和精神能力。
2018年6月初，法院聽取前中央情報局特工暨美國風險管理公司「戰略風險管理」首席執行官Brian Scott的證供，其被控方質問歸化為美國公民的另一名前特工約瑟夫·阿薩德（Joseph Assad）的角色，Assad於2017年秋天時身處黑山，並要求向黑山民主陣線提供有關安全事項和撤離的協助。Scott表示其公司拒絕有關要求，因為民主陣線據報與俄羅斯情報局人員有聯繫。2018年7月，黑山檢方就約瑟夫·阿薩德在政變陰謀中的角色展開正式調查。

## 後續
2017年4月28日，黑山國會以46票贊成、無人反對下，通過成為北約成員國。大部分反對派議員均杯葛投票，示威者則在國會外焚燒北約旗幟。黑山與俄羅斯之間的關係亦變得緊張。

## 外部連結
- .   [2019-01-10]. （原始内容存档于2018-12-08）.
- . CDM.   [2019-01-10]. （原始内容存档于2019-01-10）.
- . Al Jazeera.   [2019-01-10]. （原始内容存档于2019-01-10）.
- . Vijesti.   [2019-01-10]. （原始内容存档于2018-05-14）.